# 619-й отдельный разведывательный артиллерийский дивизион (1-го формирования)
619-й отдельный разведывательный артиллерийский дивизион(1-го формирования) Резерва Главного Командования — воинское формирование Вооружённых Сил СССР, принимавшее участие в Великой Отечественной войне.
Сокращённое наименование — 619-й орадн РГК.

## История
Сформирован на базе  дивизиона АИР  16 запасного гаубичного артиллерийского полка 8 сентября 1942 года в г. Саранск .
В действующей армии с 25.11.1942 по 7.03.1943.
В ходе Великой Отечественной войны вёл артиллерийскую разведку в интересах артиллерийских частей  и соединений  8-й ад и объединений Воронежского и  Юго-Западного  фронтов.
Приказом НКО СССР № 118 от 7.03.43г. (в составе 8 ад) преобразован в  21-й отдельный гвардейский разведывательный артиллерийский дивизион  3-й гв. ад . 

## Подчинение
| Дата                 | Фронт              | Армия              | Корпус | Дивизия | Бригада | Примечания |
| -------------------- | ------------------ | ------------------ | ------ | ------- | ------- | ---------- |
| 25.11.42 -19.12.42г. | Воронежский фронт  | 6-я армия          | -      | 8-я ад  | -       | -          |
| 19.12.42 -24.01.43г  | Юго-Западный фронт | 6-я армия          | -      | 8-я ад  | -       | -          |
| 1.02.43-1.03.43г.    | Воронежский фронт  | 3-я танковая армия | -      | 8-я ад  | -       | -          |
| 1.03.43-7.03.43г     | Юго-Западный фронт | 3-я танковая армия | -      | 8-я ад  | -       | -          |

## Командование дивизиона
Командир дивизиона
- капитан Иванов Александр Филиппович

Заместитель командира дивизиона
- капитан Мельник Поликарп Александрович

Начальник штаба дивизиона
- ст. лейтенант,  капитан Иванов Степан Павлович

Заместитель командира дивизиона по политической части
- майор Скрипниченко Иван Ефимович

Помощник начальника штаба дивизиона
- мл. лейтенант Герасимов Сергей Петрович

Помощник командира дивизиона по снабжению
- лейтенант Красинцев Александр Константинович

## Командиры подразделений дивизиона
Командир  БЗР
- лейтенант Яковлев Пётр Михайлович

Командир БТР
Командир ВЗОР
- мл. лейтенант Котко Иван Михайлович

Командир ФГВ
ч